# 광석초등학교
광석초등학교는 대한민국 충청남도 논산시 광석면 신당리에 있는 공립 초등학교이다.

## 학교 연혁
- 1929년 4월 15일 광석공립보통학교(4년제) 개교(설립인가 3월 31일)
- 1937년 4월 1일 6년제 연한 개편
- 1938년 4월 1일 광석공립심상소학교 개칭
- 1941년 4월 1일 광석공립국민학교 개칭
- 1946년 8월 22일 광석국민학교로 개칭
- 1953년 3월 31일 왕전국민학교 분리
- 1967년 1월 8일 서광국민학교 분리
- 1981년 3월 1일 병설유치원 개원
- 1996년 3월 1일 광석초등학교로 개칭
- 1999년 3월 1일 서광초등학교 통폐합
- 2006년 10월 17일 다목적강당(빛돌관) 준공, 학교 구강보건실 개소
- 2008년 12월 20일 보육교실, 영어체험실 설치
- 2009년 4월 30일 도서실 현대화 작업
- 2016년 2월 12일 제86회 졸업식(총 9,046명 졸업)
- 2017년 2월 14일 제87회 졸업식(총 9,056명 졸업)

## 참고 자료
- 광석초등학교 - 한국교육학술정보원 학교알리미